# ستيفن سمال
ستيفن سمال (بالإنجليزية: Stephen Smale)‏ هو عالم رياضيات أمريكي ولد في 15 يوليو 1930

 في فلينت (ميشيغان) ، اشتهر بعمله على Generalized Poincaré conjecture حائز على جائزة وسام فيلدز.

## وصلات خارجية
- الموقع الرسمي لجائزة وسام فيلدز